# Orchesia grandicollis
Orchesia grandicollis is een keversoort uit de familie zwamspartelkevers (Melandryidae). De wetenschappelijke naam van de soort werd in 1847 gepubliceerd door Wilhelm Gottlob Rosenhauer.